# Mordellistena greenwoodi
Mordellistena greenwoodi es una especie de coleóptero de la familia Mordellidae.

## Distribución geográfica
Habita en las Fiyi.